# Kristalleon
Kristalleon (eigentlich Christoph Müller; * 24. Mai 1956 in Bergisch Gladbach) ist ein deutscher Künstler, der im Bereich Malerei, Klang- und Objektkunst, Performance und Zirkus arbeitet. Zudem entwickelt er eigene Skulpturen und Kostüme.

## Leben und Werk
Aufgewachsen in Immekeppel, besuchte Christoph Müller die Johannes-Gutenberg-Realschule in Bensberg, dann ab 1973 die Fachoberschule für Gestaltung in Köln. Nach dem Zivildienst begann er 1978 an der Fachhochschule Köln (ehemalige Kölner Werkschulen) zu studieren, erst Bühnenbild, dann Kunst und Design u. a. bei Daniel Spoerri. Dort wurde er Meisterschüler von Alfred Strack.
Noch als Kunststudent begab sich Müller auf die Suche nach einem Zirkuswagen, um darin zu leben. So entdeckte er den von Bernhard Paul gegründeten Circus Roncalli. Der Zirkus überwinterte damals gerade auf dem Stollwerck-Gelände in der Kölner Südstadt.
1982 gründete er zusammen mit Freunden ein „Fahrendes Dorf der Künstler und Handwerker“. Auf der Suche nach neuen Formen des Zusammenlebens in Zirkuswagen und Zelten trafen sich die jungen Künstler auf einer grünen Wiese bei Gerolstein. Damals  restaurierte Christoph Müller einen halb verwitterten Zirkuswagen, indem er ihn als Gesamtkunstwerk entwickelte: Das „Mobileon“ hatte eine herunterklappbare Seitenwand. So konnte der Wagen als Treffpunkt, Meditationsraum und Bühne genutzt werden.
Im „Mobileon“ präsentierte Müller 1984 seine Abschlussarbeit „Klangbrunnen“ in freier Grafik und Objektbau in Köln. Der Wagen wurde in den Innenhof der Kunstschule am Ubierring gefahren und diente als Bühne für den Klangbrunnen: Aus fein regulierbaren Wasserhähnen tropfte Wasser auf kleine Pendel, die wiederum mundgeblasene Klang-Gläser anschlugen und zum Schwingen brachten. Die Installation „Klangbrunnen“ mit ihren feinen Zufalls-Melodien in unendlichen Schleifen war als „fahrender Ort der Stille“ konzipiert. Diese Installation wurde u. a. von der Lektüre der Bücher von Joachim-Ernst Berendt inspiriert. Nach seinem Abschluss an der Fachhochschule Köln lebte und arbeitete Christoph Müller einige Jahre in einem Zirkuswagen, in dem er lange Reisen quer durch Frankreich bis in die Pyrenäen unternahm. In dieser Zeit experimentierte er weiter mit Installationen und Performances im Bereich der Klangkunst.
Noch im Jahr 1984 initiierte Christoph Müller in Zusammenarbeit mit Christian Bollmann die „Aquamorphose“, eine Konzertreihe mit meditativer Musik. Dabei ging es darum, Geräte zur Klangerzeugung mittels Wasser und Feuer sowie Obertongesang und experimentellem Instrumentalspiel interagieren zu lassen.

## Zusammenarbeit mit dem Circus Roncalli
Ende der 1980er Jahre bekam Müller von Bernhard Paul das Angebot, als Theatermaler für den Circus Roncalli zu arbeiten. Während der Arbeit an einem Deckengemälde für Bernhard Pauls Zirkusmuseum zeigte er Bernhard Paul seine Version einer Glasharfe, mit der es möglich war, sich während des Spielens frei im Raum zu bewegen. Bernhard Paul engagierte ihn, im Circus Roncalli als „Glasspieler“ aufzutreten. 1988 hatte er vor 2000 Zuschauern im Circus Roncalli seine Premiere, gekleidet mit einem von ihm selbst konzipierten Kostüm aus Silberleder und 430 rautenförmigen Spiegeln, einer Maske aus Kupfer und einem Hut in Gestalt eines Halbmondes. Müller schuf für seine Figur des glitzernden Glasharfenspielers den Künstlernamen „Kristalleon“. Zunächst übernahm er im Zirkus als Kristalleon nur kürzere Intermezzi zwischen den großen Nummern. Später entwickelte er längere Soloauftritte, in denen er eine zauberhafte, verträumte Welt leiser Klänge entwickelte.

## Werdegang als Solokünstler
Ab 1989 betätigte sich Kristalleon als freier Musikartist mit wechselnden Engagements im Zirkus, Theater, Varieté und auf Galas. Er trat in verschiedenen TV-Produktionen u. a. bei ZDF, WDR, SWF, RAI UNO, ABC-TV auf. Seither ist er als Solokünstler oder mit den Programmen „Comedia Mystica“ und dem „Magical Glass Orchestra“, in dem bis zu 20 Zuschauer mitspielen und Gläser erklingen lassen, weltweit aktiv, u. a. in New York, Moskau und Singapur. Er war jahrelang Hauptact beim „Il Ballo del Doge“ in Venedig. 1992 engagierte ihn der Big Apple Circus für ein Jahr in den USA.

### Werke und Ausstellungen
Zu seinen wichtigsten Auftritten seit 1985 zählen die Performances im Von der Heydt-Museum in Wuppertal, in der Sendung „Popsymphonie in Weiss“ bei SWF, in „Kulturszene“ bei WDR 3, die Teilnahme an der Ausstellung „Raum-Zeit-Stille“ im Kölnischen Kunstverein sowie Konzerte mit experimenteller Musik im Duo „Aquamorphose“ in der Comedia Colonia, beim Jazzfestival Tübingen und im WDR-Fernsehen.
Gefördert durch das Ministerium für Kultur und Wissenschaft des Landes Nordrhein-Westfalen, entwickelte Christoph Müller 2021 die beiden Lichtkunst-Projekte: „Mana“, eine menschliche Figur – aus deren Brust Licht strahlt und „SternenDom“, eine Hommage an das Richter-Fenster im Kölner Dom.

Christoph Müller ist ein Künstler „between categories“. Neben seinen Auftritten als Kristalleon erfindet und baut er Klangobjekte und Installationen, zum Beispiel das „Aquagraviphon“ für das Phæno Science Center in Wolfsburg oder die Wasser-Klang-Installation „Erlebensbrunnen“ auf Schloss Reichenberg. Wasser und Klang sind ein zentrales Thema seiner Arbeiten, wobei er sich besonders für den meditativen Aspekt des Wassers interessiert. Zu seinen wichtigsten Projekten zählen die Installationen „Klangbrunnen“, „Aquagraviphon“, „Erlebensbrunnen“ und ein „Video Mobile“ zum 40-jährigen Jubiläum des Circus Roncalli 2016.
„Techniker und Künstler verschmelzen bei Kristalleon nach der Devise: mit beiden Beinen fest in den Wolken stehen. Sein Arbeitsraum im Keller des Forsbacher Hauses ist eine Mixtur aus Labor, Werkstatt, Atelier, Archiv und Ideenschmiede.“